# Justin Bruening
Justin Bruening (Chadron (Nebraska), 24 september 1979) is een Amerikaans acteur en voormalig fotomodel.
Bruening groeide op in Nebraska. Nadat hij de highschool had afgerond, verhuisde hij naar San Diego. Hier werd hij in een McDonald's ontdekt door een scout. Hij kreeg hierdoor werk als fotomodel voor Abercrombie & Fitch.
In 2003 debuteerde Bruening als acteur in de soapserie All My Children. Hij speelde de rol van Jamie Martin tot 2007. In 2005 werd hij hiervoor genomineerd voor een Daytime Emmy en won een Soap Opera Digest Award. Op de set van All My Children ontmoette hij de actrice Alexa Havins, met wie hij in 2005 trouwde. Zij wonen in Los Angeles.
Hij had gastrollen in onder andere Cold Case (2007), CSI: Miami (2007) en Grey's Anatomy (2013). Hij speelde Mike Traceur, de zoon van Michael Knight in de nieuwe Knight Riderserie.